# Skeletons (песня Dihaj)
«Skeletons» (с англ. — «Скелеты») — песня азербайджанской певицы Dihaj, представленная на конкурсе «Евровидение-2017» в Киеве.

## Евровидение
Dihaj была признана представителем Азербайджана на «Евровидении» 2017 года 5 декабря 2016 года. Музыкальный видеоролик к её песне был позже показан 11 марта 2017 года. Азербайджан участвовал в первом полуфинале на конкурсе песни «Евровидение», в котором певица попала в финал. Она заняла 8-е место в полуфинале, а в финале — 14-е место.

## Композиция
| №  | Название                      | Длительность |
| -- | ----------------------------- | ------------ |
| 1. | «Skeletons»                   | 2:59         |
| 2. | «Skeletons» (Karaoke Version) | 2:59         |